# Музичка удружења у Србији
Музичка удружења у Србији представљају различите облике организовања музичких стваралаца (композитора, извођача – инструменталних и вокалних уметника, аранжера), музиколога, музичких педагога и других актера у области музике на територији Републике Србије. Ова удружења могу бити профитна или непрофитна, а оснивају се ради промоције музичког стваралаштва, афирмације различитих музичких жанрова, заштите ауторских и извођачких права, унапређења професионалног статуса чланова и развоја музичке културе у целини.

## Историјат удруживања музичара
Удружења композитора на простору бивше Југославије почела су да се формирају током 1945. године: Удружење композитора Србије (УКС) основано је у фебруару, Хрватско друштво складатеља (ХДС) у мају, а Друштво словенских складатељев (ДСС) у децембру. Савез композитора Македоније (СОКОМ) придружио им се 1947. године. Убрзо се јавила потреба за оснивањем савезне организације која би објединила републичка удружења, промовисала југословенску музику и регулисала ауторска права. Тако је 1950. године основан Савез композитора Југославије (САКОЈ).
Значајан корак у обједињавању био је формално спајање Савеза композитора Југославије и Савеза композитора лаке музике Југославије, потврђено на Ванредном конгресу у Београду маја 1963. године. Касније су основана и Удружење композитора Косова (1972) и Удружење композитора Војводине (1973), чиме је заокружен пројекат стварања појединачних организација композитора. На Конгресу Савеза у јуну 1975. на Бледу, Савез композитора Југославије мења назив у Савез организација композитора Југославије (СОКОЈ). Распадом Југославије 1990-их, распао се и СОКОЈ у том облику.
Наслеђе ових организација настављено је кроз рад републичких и других удружења.

## Организације за заштиту ауторских права
- Сокој – Организација музичких аутора Србије: Најзначајнија организација за колективно остваривање ауторских музичких права у Србији. Наставља традицију некадашњег СОКОЈ-а. Како истичу Ивана Неимаревић и Ксенија Стевановић, за седамдесет година свог постојања Сокој је “прошао дуг пут од организације основане са циљем да обликује музички живот послератне државне заједнице кроз пропагирање југословенског музичког стваралаштва и материјалну заштиту музичких стваралаца све до модерне ауторске агенције која штити интелектуалну својину домаћих стваралаца и истовремено права иностраних аутора – практично целокупан светски музички репертоар.”[1] Статутом из 2006. године извршена је реорганизација, а назив је дефинисан као Организација музичких аутора Србије.[1]
- Организација произвођача фонограма Србије (ОФПС): Организација за колективно остваривање права произвођача фонограма.[2]
- ПИ – Организација за колективно остваривање права интерпретатора: Заступа права музичких извођача.[3]

## Струковна удружења

### Удружења композитора
- Удружење композитора Србије (УКС): Основано 1945. године, окупља композиторе уметничке музике.[4]
- Удружење композитора Војводине (УКВ): Основано 1973. године.

### Удружења музичких извођача и уметника
- Удружење музичких уметника Србије (УМУС): Основано 1946. године, окупља концертне уметнике (инструменталисте, певаче, диригенте) и музикологе.[5]
- Удружење музичара џеза, забавне и рок музике Србије: Основано 1953. године у Београду. Има статус репрезентативног удружења у култури.[6][7] Додељује годишње награде ГОДУМ.
- Савез естрадно-музичких уметника Србије (СЕМУС): Основан 1969. године, окупља естрадно-музичке уметнике и извођаче народне и забавне музике. Има статус репрезентативног удружења у култури.[8]
- Удружење рок музичара Србије (УРМУС): Основано 2009. године са циљем афирмације рок музике, посебно ауторске. Оснивач је Београдског ауторског рок фестивала (БАРФ).[9][10] Активности УРМУС-а укључују организацију фестивала БАРФ, традиционалне концерте, промоцију младих бендова, хуманитарне активности, промоције књига, културне дебате и музичке радионице.[9]

### Друга струковна и специјализована удружења
- Музиколошко друштво Србије: Окупља музикологе и етномузикологе.[11]
- Удружење музичких и балетских педагога Србије (УМБПС).
- Савез аматера Србије (и његове чланице које се баве музичким аматеризмом, нпр. фолклорни ансамбли, хорови, оркестри).
- Светска организација за фолклорне фестивале и традиционалну уметност (CIOFF) Србија.
- Културни елемент: Иако ширег културног деловања, ова организација је реализовала и музичке пројекте и подржавала младе музичке таленте.[12]

## Репрезентативна удружења у култури
Статус репрезентативног удружења у култури, који додељује Министарство културе Републике Србије, омогућава члановима тих удружења одређене бенефиције попут социјалног осигурања и признавања радног стажа (за самосталне уметнике). Већина наведених великих струковних удружења (УКС, УМУС, Удружење музичара џеза, забавне и рок музике Србије, СЕМУС) има овај статус.